# Galinha à Portuguesa
Galinha à Portuguesa (čínsky:葡國雞), znamenající „kuře po portugalsku“ je oblíbený pokrm macajské kuchyně. Tento pokrm původně nepochází z portugalska ale z administrativní oblasti Číny – Macaa, které byla dříve portugalskou kolonií. 
Galinha à Portuguesa se přiravuje z kousků kuřecího masa, brambor a rýže s kokosovou omáčkou s kari které se pečou dozaltova. 